# Kazimierz Ostrowski (filozof)
Kazimierz Ostrowski herbu Korab (ur. 4 marca 1669 koło Sieradza, zm. 4 lipca 1732 w Brześciu Litewskim) – jezuita, filozof, reformator jezuickiego szkolnictwa w Polsce.

## Życiorys
W 1684, mając piętnaście lat, wstąpił do zakonu jezuitów w Krakowie i ukończył tam nowicjat. Studia filozoficzne odbył w kolegium w Kaliszu (1687–1690), a teologiczne w kolegium w Poznaniu (1692–1696). W 1695 przyjął święcenia kapłańskie .
Uczył retoryki w Krośnie (1697–1698) i w Jarosławiu (1699), filozofii i matematyki we Lwowie (1699–1701), matematyki i etyki w Lublinie (1701–1702), Kaliszu (1702–1708), Sandomierzu (1708–1712) i Poznaniu (1712–1719), a także prawa kanonicznego w kolegium w Kaliszu, (1724-1725). Był rektorem w kolegium Łuckim (1719–1724), Krośnieńskim (1725-1728), w Brześciu Litewskim (1728-1732). W tym ostatnim  kolegium otworzył kurs filozofii dla młodzieży świeckiej .
Ostrowski był przedstawicielem chrześcijańskiego arystotelizmu, stosującego metodę scholastyczną.

## Twórczość
- (1722) Singulares universae rationalis scientiae controversiae. Perproposita in tractatibus philosophicis, Sandomierz,
- Kazanie na pogrzebie Jana Sierakowskiego Łowczego Czersk., z napisem:Nieomylna do śmieterlności droga. (ISiesiecki Herb. III, 529).